# Brave Lifa
Brave Lifa (ur. 5 września 1995) – malawijski pływak specjalizujący się w stylu dowolnym.
Brał udział w pływaniu na 50 metrów stylem dowolnym na Letnich Igrzyskach Olimpijskich 2016, zajmując 83. miejsce.